# ウハム・ファファ州
ウハム・ファファ州（ウハム・ファファしゅう、フランス語: Préfecture de l’Ouham-Fafa）は中央アフリカ共和国の州。州都はバタンガフォ。北をチャド、北東を極僅かにバミンギ・バンゴラン州、東をナナ・グリビジ州、南東をケモ州、南をオンベラ・ムポコ州、西をウハム州と接する。面積は3万5千平方キロメートル、人口は約23万人（2021年推計）。
2021年1月21日、ウハム州東部が分離し成立した。

## 下位行政区画
4郡（sous-préfecture）から成る。
- バタンガフォ（Batangafo）
- ブーカ（フランス語版）（Bouca）
- カボ（フランス語版）（Kabo）
- シド（フランス語版）（Sido）